# David Gray (snookerspelare)
David Gray, född 9 februari 1979 i London, är en engelsk professionell snookerspelare.
Gray blev proffs 1996 efter att han blivit den yngste vinnaren någonsin av de engelska amatörmästerskapen. Första gången han visade sin potential var i första rundan i världsmästerskapen 2000 där han slog ut den senare världsmästaren Ronnie O'Sullivan.
De efterföljande säsongerna presterade Gray bra och var ofta i kvartsfinal i turneringar, den första finalen var i The Players Championship 2002, där han förlorade mot Stephen Lee. I samma turnering året därpå vann han finalen mot Mark Selby med 9-7.
Den 24 november 2004 spelade han sin senaste final, i UK Championship, där han förlorade mot Stephen Maguire.

## Titlar

### Rankingtitlar
Scottish Open - 1993

### Andra titlar
Benson & Hedges Championship - 1998